# سید محمدحسین محمدی
سید محمدحسین محمدی (۱۳۱۷ - ۲۶ مرداد ۱۳۹۹) سیاستمدار ایرانی و نماینده منتخب میان‌دوره‌ای مردم حوزه انتخابیه رودباران در دوره نخست مجلس شورای اسلامی بود.

## انتخابات مجلس
وی با ۳۸۴۲۵ از کل ۵۰۲۵۱ رای با ۷۶/۴ درصد انتخاب شد.